# Balta fratercula
Balta fratercula es un insecto de la especie de cucaracha del género Balta, familia Ectobiidae.

## Distribución
Esta especie se encuentra en Australia.